# Шадрінцевська сільська рада
Шадрі́нцевська сільська рада (рос. Шадринцевский сельский совет) — сільське поселення у складі Тальменського району Алтайського краю Росії.
Адміністративний центр — село Шадрінцево.

## Населення
Населення — 544 особи (2019; 636 в 2010, 738 у 2002).

## Склад
До складу сільської ради входять:
| Населений пункт  | Населення, осіб (2002) | Населення, осіб (2010) |
| ---------------- | ---------------------- | ---------------------- |
| Інюшово, село    | 51                     | 16                     |
| Шадрінцево, село | 687                    | 620                    |